# Manoel Miluir
Manoel Miluir (* 15. April 1948 in Pedro Avelino, Rio Grande do Norte) ist ein ehemaliger brasilianischer Fußballtrainer.

## Laufbahn
Manoel Miluir Macedo begann seine Trainerlaufbahn 1985 beim brasilianischen Verein ASBAC und wechselte im darauffolgenden Jahr nach Portugal, wo er die nächsten zehn Jahre verbrachte. Dort trainierte er die unterklassigen Mannschaften des Clube de Futebol Os Marialvas, des Estrela da Calheta FC und des O Elvas Clube Alentejano de Desportos. Die meiste Zeit aber war er beim Erstligisten Sporting Lissabon für dessen U-17- und U-19-Nachwuchsmannschaften im Einsatz, die er zwischen 1988 und 1994 betreute.
Zwischen Juni 1997 und März 1999 betreute Miluir die andorranische Fußballnationalmannschaft und anschließend wechselte er nach Mexiko, wo er den Puebla FC vor dem Abstieg bewahren sollte, was jedoch nicht mehr gelang.
Danach kehrte er noch einmal nach Portugal zurück, wo er in der Saison 2000/01 den SC Freamunde betreute. Über die Stationen Juan Aurich in Peru und Adschman Club in den Vereinigten Arabischen Emiraten kam er schließlich in seine Heimat zurück, wo er in zwei Etappen Associação Cultural e Desportiva Potiguar betreute.